# Limba (volk)

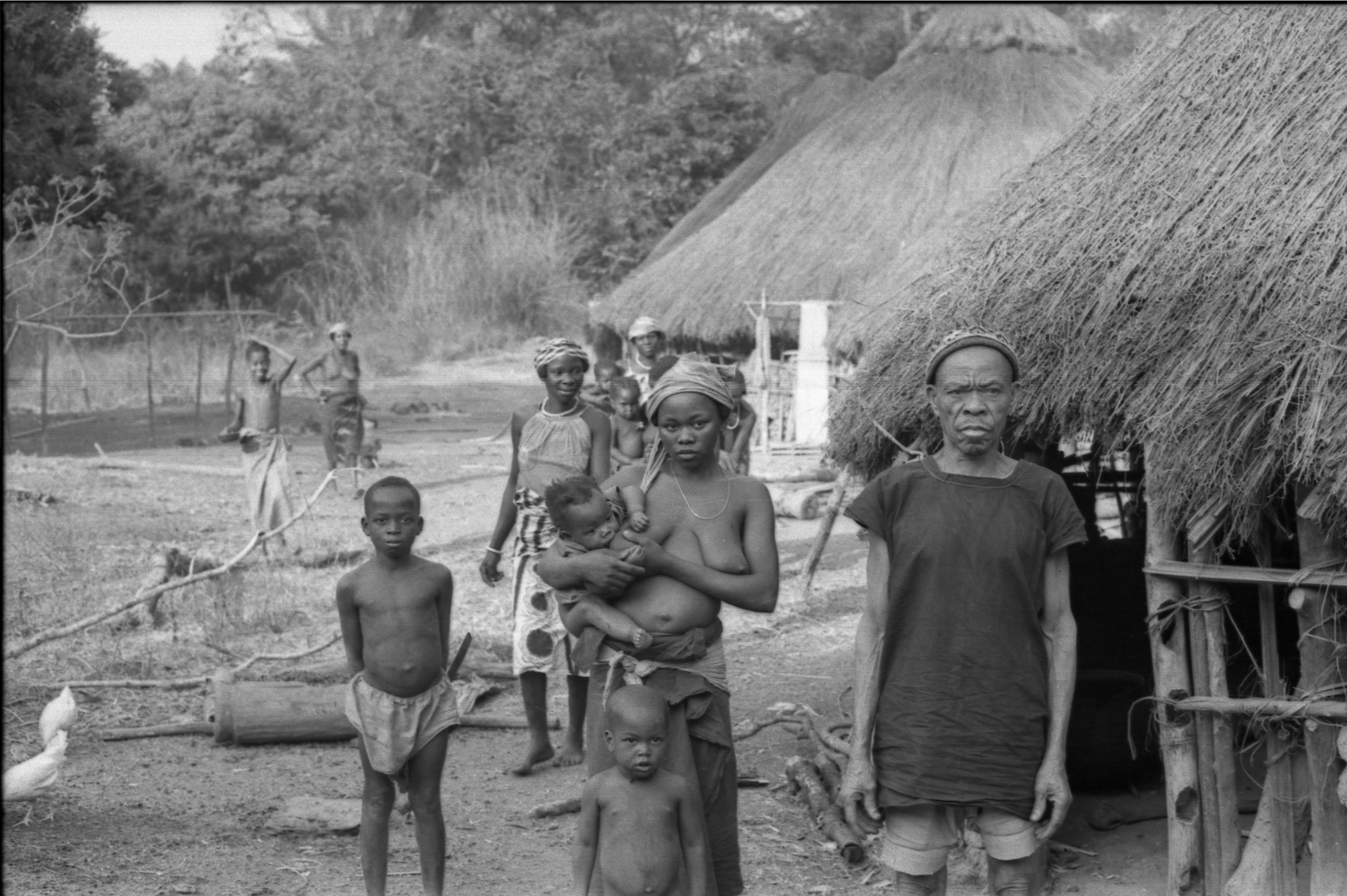
Limbafamilie (1968)

De Limba (uitspraak Limbá) zijn een van de autochtone bevolkingsgroepen in Sierra Leone, West-Afrika. De stam is de op twee na grootste bevolkingsgroep in het land. 
De Limba zijn voornamelijk actief in de rijstteelt en bewonen vooral het noordwesten van Sierra Leone. De Limba-stam is  een van de stammen die het gebied oorspronkelijk bewoonden, vóór de meeste andere stammen. De stam bestaat uit drie dialectgroepen, met elk een eigen dialect; Wara Wara in het noorden, Biriwa/Safroko in het zuiden en Tonko/Sela in het westen.
De noordelijke groep is door de eeuwen heen voornamelijk beïnvloed door de islam en de zuidelijke voornamelijk door het christendom, terwijl de westelijke groep door beiden is beïnvloed. Anderzijds viert de traditionele voorouderverering (animisme) – zoals onder de meeste stammen in Sierra Leone – nog altijd hoogtij en bestaat vaak naast de aanhang van de islam en het christendom. In Sierra Leone staan de Limba bekend als het meest betrokken bij bovennatuurlijke religieuze praktijken. 
De gemeenschapsbelangen van de Limba worden voornamelijk geregeld en behandeld door de plaatselijke Paramount Chief, vergelijkbaar met een dorpshoofd van meerdere dorpen.